# Karla Sofía Gascón
Karla Sofía Gascón Ruiz, anteriormente conocida como Juan Carlos Gascón Ruiz (Alcobendas, 31 de marzo de 1972), es una actriz española de cine y televisión.
Desarrolló su carrera en televisión en España y México, inicialmente interpretando roles masculinos, hasta que en 2013 participó en Nosotros los Nobles de Gary Alazraki. Siguió en series y películas, y en 2018 publicó un libro en el que hizo público que era trans y que desde ese momento utilizaría el nombre de Karla Sofía.
Siguió trabajando en México, hasta que en 2024 saltó a la fama internacional como protagonista de Emilia Pérez, de Jacques Audiard. Su interpretación como un líder narco que quiere retirarse y comenzar a vivir como mujer, le otorgó el premio a la Mejor actriz en el Festival de Cannes ex aequo con el resto del reparto femenino, convirtiéndose con ello en la primera mujer trans en obtener este galardón. También ganó el Premio de Cine Europeo a la mejor actriz 2024.

## Carrera artística

### Inicios y televisión
Gascón nació en Alcobendas el 31 de marzo de 1972. Diplomada por la ECAM (Escuela de Cinematografía y del Audiovisual de la Comunidad de Madrid) en interpretación para cine, cursó estudios con Iñaki Aierra, Perpe Caja, José Pedro Carrión, Fernando Sansegundo, Rafael Monleón, Miguel Hermoso, José Carlos Piñeiro, May Marques. Dentro de la ECAM con Alfonso Hungría, Mariano Barroso y Carlos Suárez entre otros; en México técnica Meisner, con Eduardo Arroyuelo en Casa Azul.
A finales de los ochenta, participó en programas y series de televisión, y en publicidad. En 1994 fue la voz a varios títeres dentro del programa La Tele es Tuya Colega (Tele 5); más tarde obtuvo su primer papel importante en la nueva versión de La Revista El águila de fuego (TVE), interpretando a Arturo. En Milán colaboró para Canale 5 y RAI en los programas Solletico y Gomma Piuma.
En España, le dio relevancia su personaje en la diaria El súper (1996, Tele 5), el auxiliar de vuelo Guillermo. Trabajó en las diarias Calle nueva (1997, La 1) y El pasado es mañana (2005, Tele 5).

### Etapa en México
En 2009 llegó a México, donde interpretó al gitano Branko en la nueva versión de la novela Corazón salvaje en Televisa, producida por Salvador Mejía, emitida por el Canal de las Estrellas, por la cual fue nominada a actor revelación en la terna de los Premios Tv&Novelas; en 2010 interpretó al publicista Jorge Jauma en Llena de Amor de Televisa, también del Canal de las Estrellas, producida por Angelli Nesma. Y al año siguiente protagonizó la película española El cura y el veneno, dirigida por Antoni Caimari Caldés, interpretando al padre Felipe. 
A finales de 2011 tuvo una aparición especial en la serie Una familia con suerte y en 2013 estrenó su primera película mexicana junto a Gonzalo Vega, Nosotros los Nobles de Gary Alazraki, el largometraje más taquillero de la historia de México. Entre 2012 y 2014 intervino en El señor de los cielos de Telemundo, premio Emmy Internacional a la mejor serie en habla hispana y en las series de Televisa, Hasta el fin del mundo (2014-2015) y Como dice el dicho. En Guatemala grabó la serie para Guatevisión, Morena, dirigida por F. Lepe.

### Emilia Pérezy activismo trans
En 2018 presentó su libro Karsia. Una historia extraordinaria, donde hizo pública su identidad de género como mujer trans, además de anunciar que comenzaría a usar el nombre de Karla Sofía. Participó en la serie Rebelde (2022) y concursó en Masterchef Celebrity México (2022).

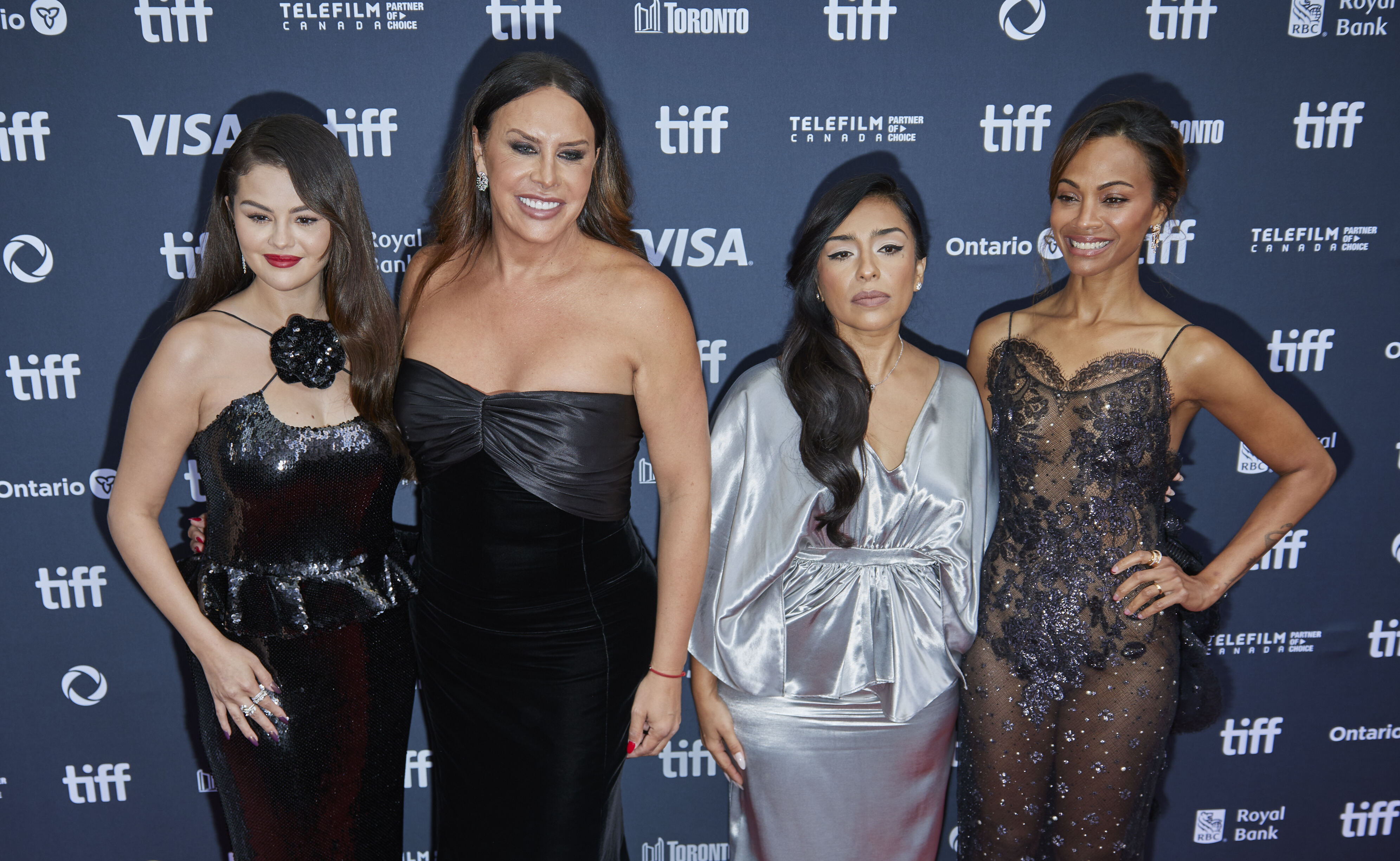
Selena Gomez, Gascón, Adriana Paz y Zoe Saldaña en el Festival Internacional de Cine de Toronto

En 2024 estrenó en el Festival de Cannes la película de Jacques Audiard, Emilia Pérez, en la que interpretó al personaje protagonista, un narco que desea proteger a su familia y transicionar. En este festival recibió el premio a la mejor actriz ex aequo con Adriana Paz, Zoe Saldaña y Selena Gomez, así como el premio del jurado para la película. Ese mismo año, recibió la Orden de las Artes y las Letras del Francia del Ministerio de Cultura de Francia. La película recibió trece nominaciones para la 97.ª edición de los Premios Óscar, entre los que se incluía el de mejor actriz protagonista para Gascón.
Ha sido activa en la defensa de los derechos de las personas trans, y ha denunciado habitualmente la violencia a la que se ven sometidas, como hizo en su discurso de aceptación del galardón a mejor actriz en Cannes. Por su activismo, ha recibido el Premio Arcoíris del Ministerio de Igualdad de España a la visibilidad LGBTI en el mundo del cine, y el Premio Trailblazer de Elle. En 2024 interpuso una denuncia contra la líder de la extrema derecha francesa Marion Maréchal por un comentario tránsfobo, afirmando que de resolverse con una sanción económica cedería el dinero a asociaciones por la lucha de derechos LGTB+.
En primavera de 2025, estrenó en Italia la película Men and Other Inconveniences, dirigida por Giorgio Serafini y rodó en Canarias,Trinidad, a las órdenes de Laura Alvea y José Ortuño, junto a las actrices Gabriela Andrada, y Paz Vega. Y se anunciaron sus próximos filmes, The Life Lift , de Stefania Rossella Grassi y Las malas, adaptación del libro de Camila Sosa y que dirigirá Armando Bó.

## Controversias

### Polémica por sus mensajes ofensivos en las redes sociales
En enero de 2025, tras su nominación como mejor actriz protagonista para la 97.ª edición de los Premios Óscar, se desató la polémica por sus publicaciones durante años en las redes sociales, en las que realizaba comentarios ofensivos sobre los musulmanes, a los que en una publicación llegaba a referirse como «putos moros», sobre George Floyd (al que calificaba de «drogata estafador»), sobre la vacuna contra la COVID-19, sobre algunas compañeras de profesión, sobre la diversidad en los Oscar, entre otros muchos temas. La actriz acabó por eliminar su cuenta en Twitter y pedir disculpas. Netflix optó por apartarla de las actividades de promoción del largometraje y publicó un nuevo póster promocional, centrado en las numerosas victorias y nominaciones de la película, en el que Gascón no aparecía.
Jacques Audiard declaró que ya no estaba en contacto con Gascón tras sus disculpas. Tras los comentarios de Audiard, Gascón publicó un comunicado en Instagram, afirmando que daría un paso atrás, esperando que su silencio «permitiera que la película fuera apreciada por lo que es, una hermosa oda al amor y a la diferencia» y reiterando sus disculpas por los tuits que había publicado.
Gascón tampoco acudió a la gala de los Premios Goya, y la polémica en torno a sus declaraciones estuvo presente durante todo el evento. Aunque no mencionó directamente a Gascón, el artista C. Tangana pronunció unas palabras que fueron interpretadas como una referencia a la situación de la actriz: «Quiero hablar sobre la comprensión y sobre el perdón. Yo me equivoco constantemente y pido perdón constantemente. Y vosotros también. Seamos comprensivos: cuanto mayor es el error, más necesitamos el perdón de los demás». En la alfombra roja, diversas personalidades del cine español también comentaron lo sucedido. El director Juan Antonio Bayona manifestó su tristeza por la situación, calificándola de «linchamiento», y destacó la calidad de la película Emilia Pérez.
En febrero de 2025, tras comentarse en los medios que había sido víctima de la cultura de la cancelación, se anunció que Gascón asistiría tanto a la 50ª edición de los Premios César como a la 97ª edición de los Premios Óscar y que Netflix seguiría financiando sus apariciones.
El 10 de marzo de 2025, Gascón recibió el premio de la Unión de Actores y Actrices de España a Mejor Actriz en Producción internacional por Emila Pérez.
El 20 de marzo saltó de nuevo a la palestra en la presentación de su libro en España, Lo que queda de mí, afirmando: «Soy menos racista que Gandhi y menos de Vox que Echenique».

## Premios
- Premio a la mejor actriz (ex aequo con Adriana Paz, Zoe Saldaña y Selena Gomez) en el Festival de Cannes 2024 por su interpretación en Emilia Perez de Jacques Audiard.[32]
- Orden de las Artes y las Letras en grado de caballero, 2024, otorgado por el Ministerio de Cultura de Francia.[12]
- Premio Arcoiris a la visibilidad LGBTI en el mundo del cine (2024), otorgado por el Ministerio de Igualdad de España.[15]
- Premio del Cine Europeo a la mejor actriz 2024, por Emilia Pérez, concedido por la Academia del Cine Europeo, en su 37.ª gala de premios, celebrada en Lucerna (Suiza).[33]
- Premio Unión de Actores y Actrices Mejor mejor actriz internacional 2025, por Emilia Pérez, otorgando por la Unión de Actores y Actrices. [34]

## Filmografía

### Películas
| Año  | Título                       | Papel                  | Notas        |
| ---- | ---------------------------- | ---------------------- | ------------ |
| 1997 | Destiempo                    | Padre                  | Cortometraje |
| 1999 | Se buscan fulmontis          | Gigolo del club        |              |
| 2002 | La caja 507                  | Gafitas                |              |
| 2004 | Di que sí                    | Álex                   |              |
| 2008 | El menú                      | Vigilante de seguridad |              |
| 2009 | Cíclope                      | Riggs                  | Cortometraje |
| 2010 | Cambio de sentido            | Cantante               |              |
| 2011 | Mentiras                     | Luis                   | Cortometraje |
| 2011 | Interés variable             | Interventor            |              |
| 2013 | Nosotros los Nobles          | Peter Pintado          |              |
| 2013 | El cura y el veneno          | Felipe                 |              |
| 2014 | Cambio de sentido            | Cantante               |              |
| 2016 | El Cazarrecompensas          | El Alemán              | Cortometraje |
| 2024 | Emilia Pérez                 | Emilia Pérez           |              |
| 2025 | Uomini e altri inconvenienti | Jaime                  |              |

### Televisión
| Año       | Título                                        | Papel            | Notas                                                     |
| --------- | --------------------------------------------- | ---------------- | --------------------------------------------------------- |
| 1995      | Los ladrones van a la oficina                 | Desconocido      | Episodio: «Marca registrada»                              |
| 1995      | El águila de fuego                            | Desconocido      | Película de televisión                                    |
| 1995      | Canguros                                      | Luis             | Episodio: «Semana de pasión»                              |
| 1996      | Isabel                                        | Paco             |                                                           |
| 1996-1998 | El súper                                      | Guillermo        |                                                           |
| 1997      | Al salir de clase                             | Policía          | Episodio: «Todo es mi culpa»                              |
| 1997-1998 | Calle nueva                                   | Óscar            |                                                           |
| 2000      | ¡Ala... Dina!                                 | Cámara 1         | Episodio: «El monstruo del lago»                          |
| 2001      | Antivicio                                     | Reparto          | Episodio: «Espionaje internacional»                       |
| 2005      | El pasado es mañana                           | Marcos Arce      |                                                           |
| 2007      | La que se avecina                             | Dj               | Episodio: «Celos, papilomas y una separación conflictiva» |
| 2007      | Hospital Central                              | Sergio           | Episodio: «Historias mínimas»                             |
| 2008      | Herederos                                     | Oficiante        | Episodio: «La cita»                                       |
| 2009      | Hermanos y detectives                         | Reportero        | Episodio: «Un riesgo controlado»                          |
| 2009-2010 | Corazón salvaje                               | Branko           |                                                           |
| 2010-2011 | Llena de amor                                 | Jorge Jauma      | 3 episodios                                               |
| 2011      | Una familia con suerte                        | Sergio           |                                                           |
| 2012      | GEIST, actual events                          | Xavier Pissau    | Película de televisión                                    |
| 2013      | Como dice el dicho                            | Raúl             | Episodio: «No hay pillo...»                               |
| 2014      | El Señor de los Cielos                        | Iñaki Izarrieta  | Rol recurrente (temporada 2); 47 episodios                |
| 2014-2015 | Hasta el fin del mundo                        | Alan             | Rol recurrente; 31 episodios                              |
| 2016      | Drunk History: el lado borroso de la historia | Diego de Quesada | Episodio: «Chucho El Roto, El Dorado»                     |
| 2016      | 40 y 20                                       | Óscar            | Episodio: «La boda de Karime»                             |
| 2022      | Rebelde                                       | Lourdes          | Rol principal (temporada 1 y 2); 16 episodios             |
| 2022      | MasterChef Celebrity México                   | Ella misma       | 5.ª finalista                                             |
| 2023      | Harina                                        | María            | 2 episodios de esta serie                                 |

## Libros
- Karsia. Una historia extraordinaria (2018, Editorial Urano México) ISBN 9786077481461.[36]
- Lo que queda de mi (2025, Almuzara) ISBN 978-84-10-52756-0.[37]